# Wimbledon 1936
Wimbledon 1936 se konal na travnatých dvorcích v All England Lawn Tennis and Croquet Clubu, v Londýně ve Velké Británii od 22. června do 3. července 1936. Šlo o 56. ročník turnaje a o třetí grandslamovou událost roku. Vítězství domácího Freda Perryho bylo poslední wimbledonské vítězství Brita až do roku 2013, kdy vyhrál Andy Murray

## Vítězové

### Mužská dvouhra
Fred Perry vs.  Gottfried von Cramm 6–1, 6–1, 6–0

### Ženské dvouhra
Helen Hull Jacobsová vs.  Hilde Krahwinkel Sperlingová 6–2, 4–6, 7–5

### Mužská čtyřhra
Pat Hughes /  Raymond Tuckey vs  Charles Hare /  Frank Wilde 6–4, 3–6, 7–9, 6–1, 6–4

### Ženská čtyřhra
Freda Jamesová /  Kay Stammersová vs.  Sarah Fabyanová /  Helen Jacobsová 6–2, 6–1

### Smíšená čtyřhra
Dorothy Roundová Littleová /  Fred Perry vs.  Sarah Palfrey Cookeová /  Don Budge 7–9, 7–5, 6–4